# Anisotrope Filterung

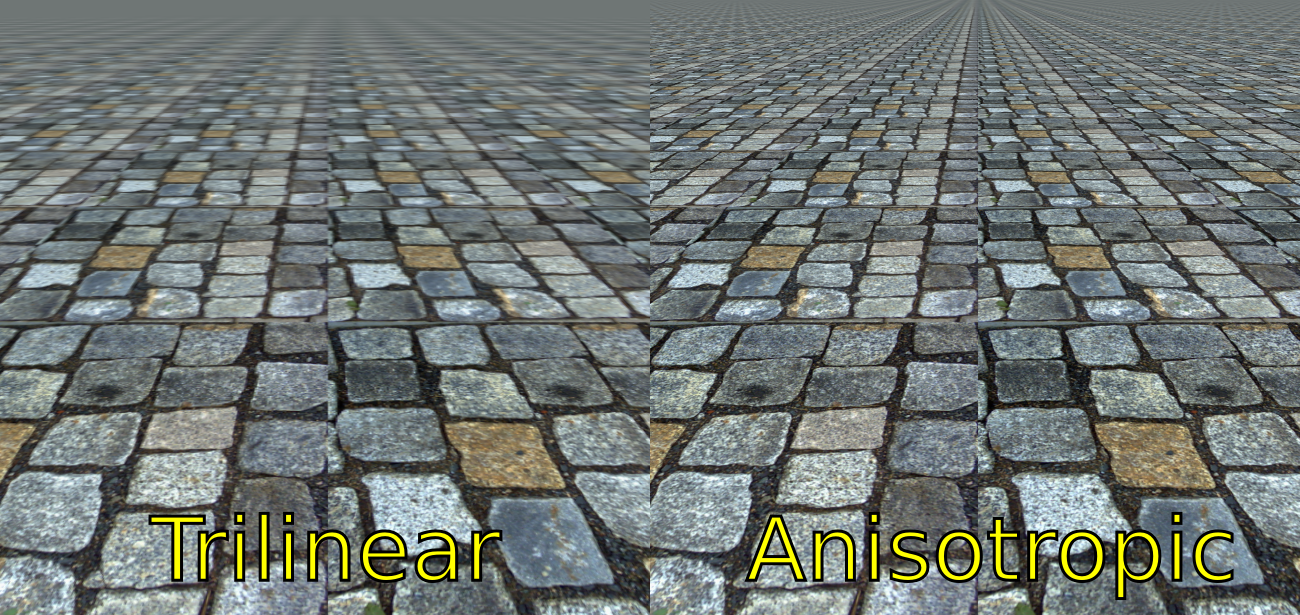
Der Unterschied zwischen trilinearer und anisotroper Filterung wird bei kleinen Betrachtungswinkeln besonders gut sichtbar.

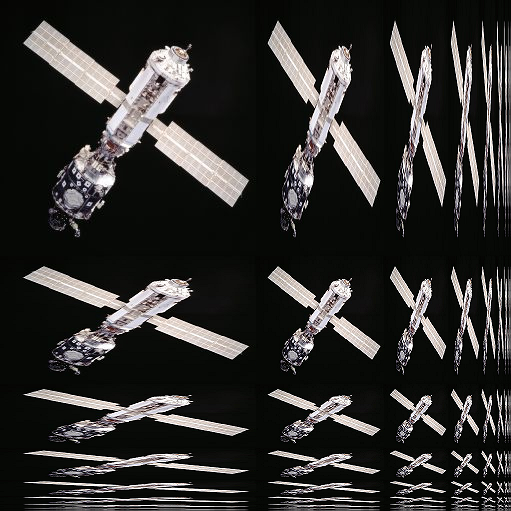
Ein Beispiel für eine anisotrope Mipmap: das eigentliche Bild links oben ist umgeben von gefilterten, linear transformierten Kopien geringerer Auflösung. Im Gegensatz zur klassischen Mipmap werden die Seitenverhältnisse nicht beibehalten.

Anisotrope Filterung (griechisch: aniso „nicht gleich“, tropos „Richtung“) ist eine Methode in der Grafikverarbeitung, um den Schärfeeindruck entfernter Texturen zu erhalten. Sie wird hauptsächlich zur Darstellung flacher Betrachtungswinkel in 3D-Computerspielen eingesetzt.
Im Vergleich zu bilinearer und trilinearer Filterung benötigt anisotrope Filterung jedoch eine höhere Speicherbandbreite. Die Texturen werden je nach Betrachtungswinkel transformiert; die Übergänge zwischen den verschiedenen Texturstufen sind fließend.
Als Algorithmus zur Umsetzung anisotroper Filterung wird unter anderem Footprint Assembly verwendet.